# Gerry Cranham
Gerald Ernest Henry Cranham (1. února 1929, Hampshire – 20. října 2023) byl anglický sportovní fotograf.

## Životopis
Gerald Ernest Henry Cranham se narodil v Hampshire v Anglii 1. února 1929.
Cranham byl nadějný běžec na střední tratě, ale přestal kvůli zranění. Poté se stal sportovním fotografem a etabloval se jako jeden z průkopnických sportovních fotografů dvacátého století.
Gerry Cranham zemřel 20. října 2023 ve věku 94 let.